# Croton purdiei
Croton purdiei är en törelväxtart som beskrevs av Johannes Müller Argoviensis. Croton purdiei ingår i släktet Croton och familjen törelväxter. Inga underarter finns listade i Catalogue of Life.